# 印度管理研究所勒克瑙分校
印度管理研究所（IIM）勒克瑙分校（英語稱IIM Lucknow；簡寫IIML），是一所由印度政府1984年成立於勒克瑙郊區的國家級商學院。

## 校園
IIML地理面積達185英畝；與勒克瑙車站距離21公里，與勒克瑙機場距離31公里；校內擁有為數可觀的書籍、期刊、影片、數位化檔案、電腦和教室以備學習和授課用途。休閒方面則設有1座足球場、2座網球場、1座籃球場、數座羽毛球館和1座健身中心。

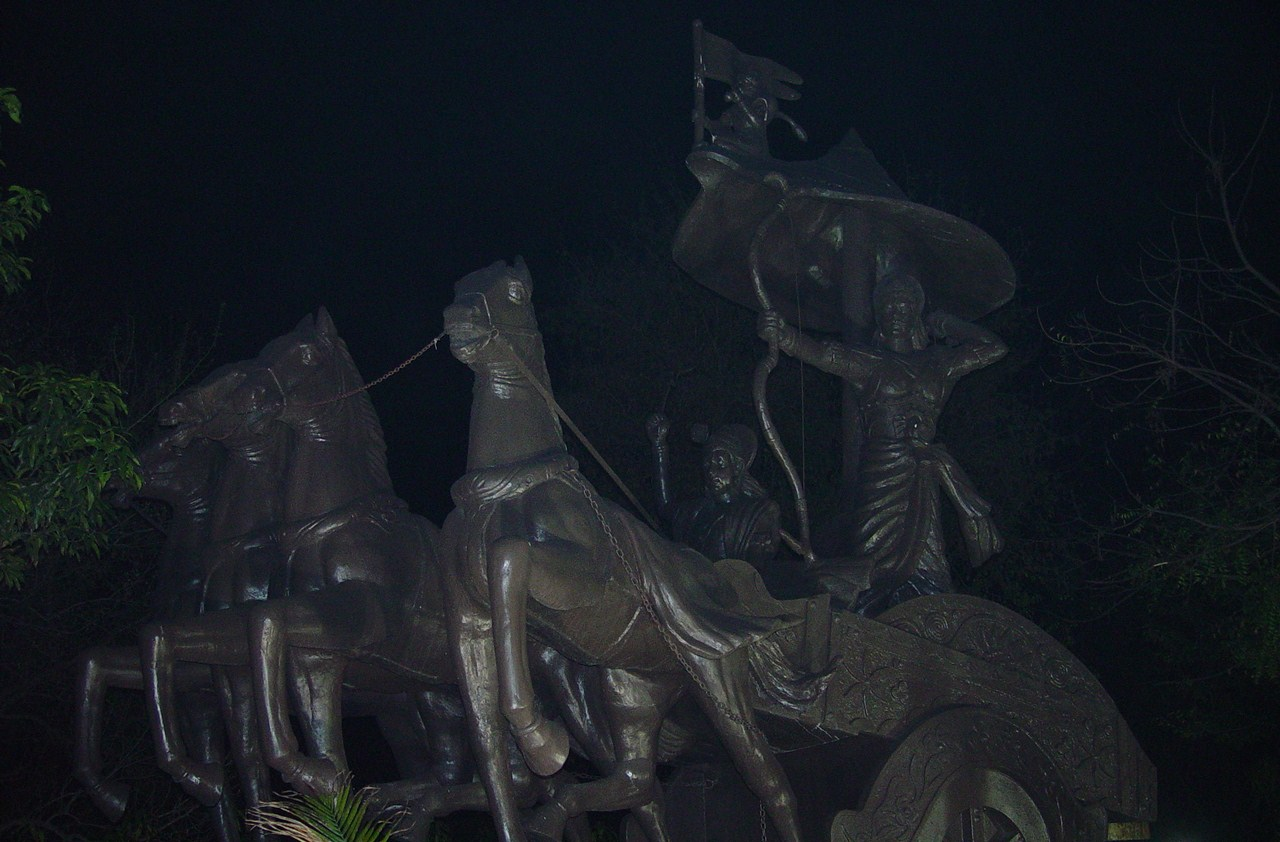
座落於校門前的Arjun Rath雕像
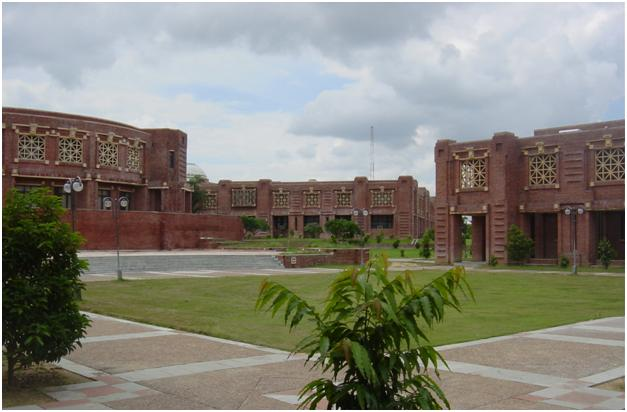
IIML校園
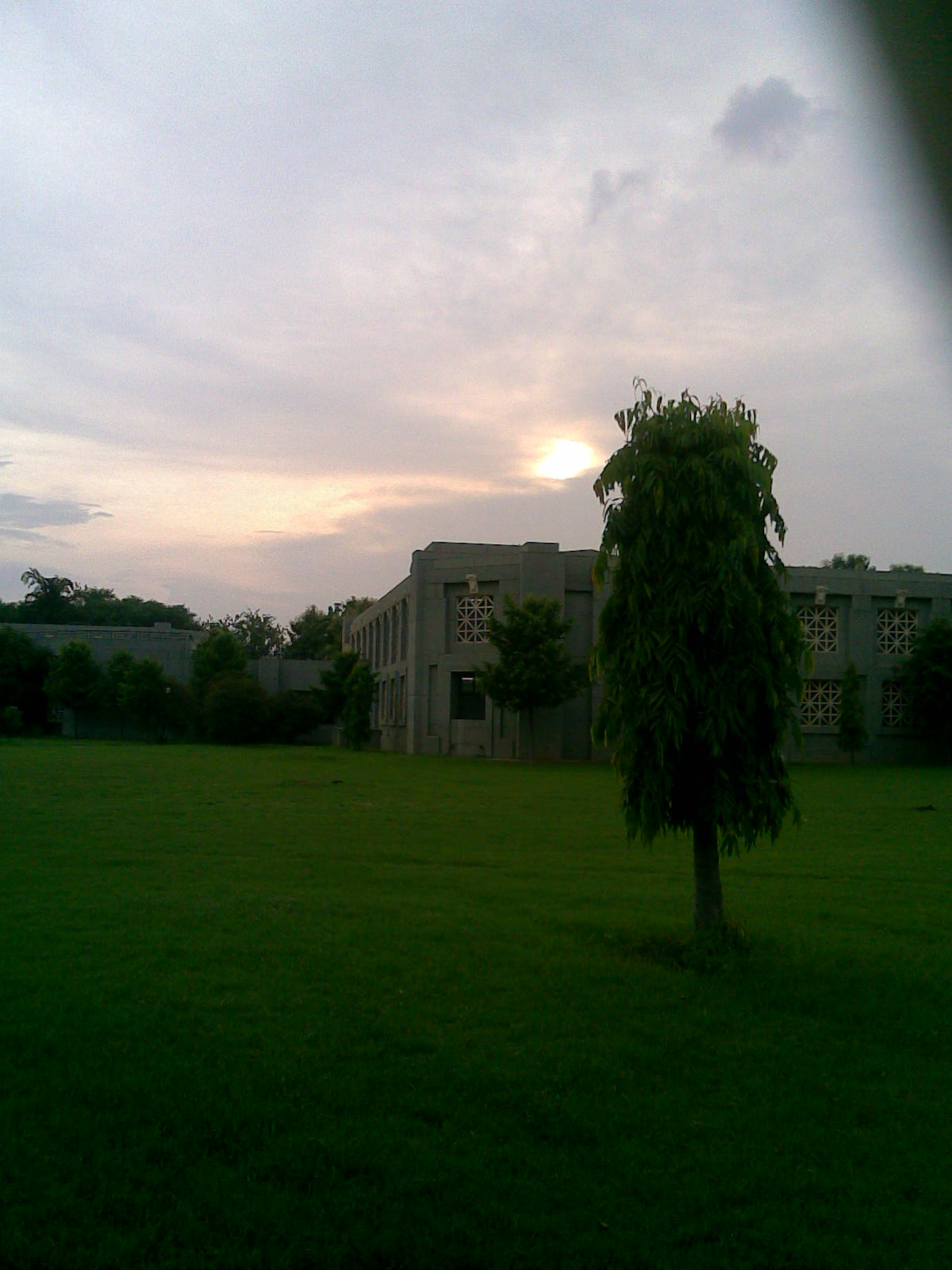
校園夜色

## 學生活動
學生活動主要由學生代表會主持；成員結構須經票選決定以規劃和實現學生活動。學生代表會下，則由為數眾多的小型組織或俱樂部來實際負責各項校內外活動。

## 圖書館

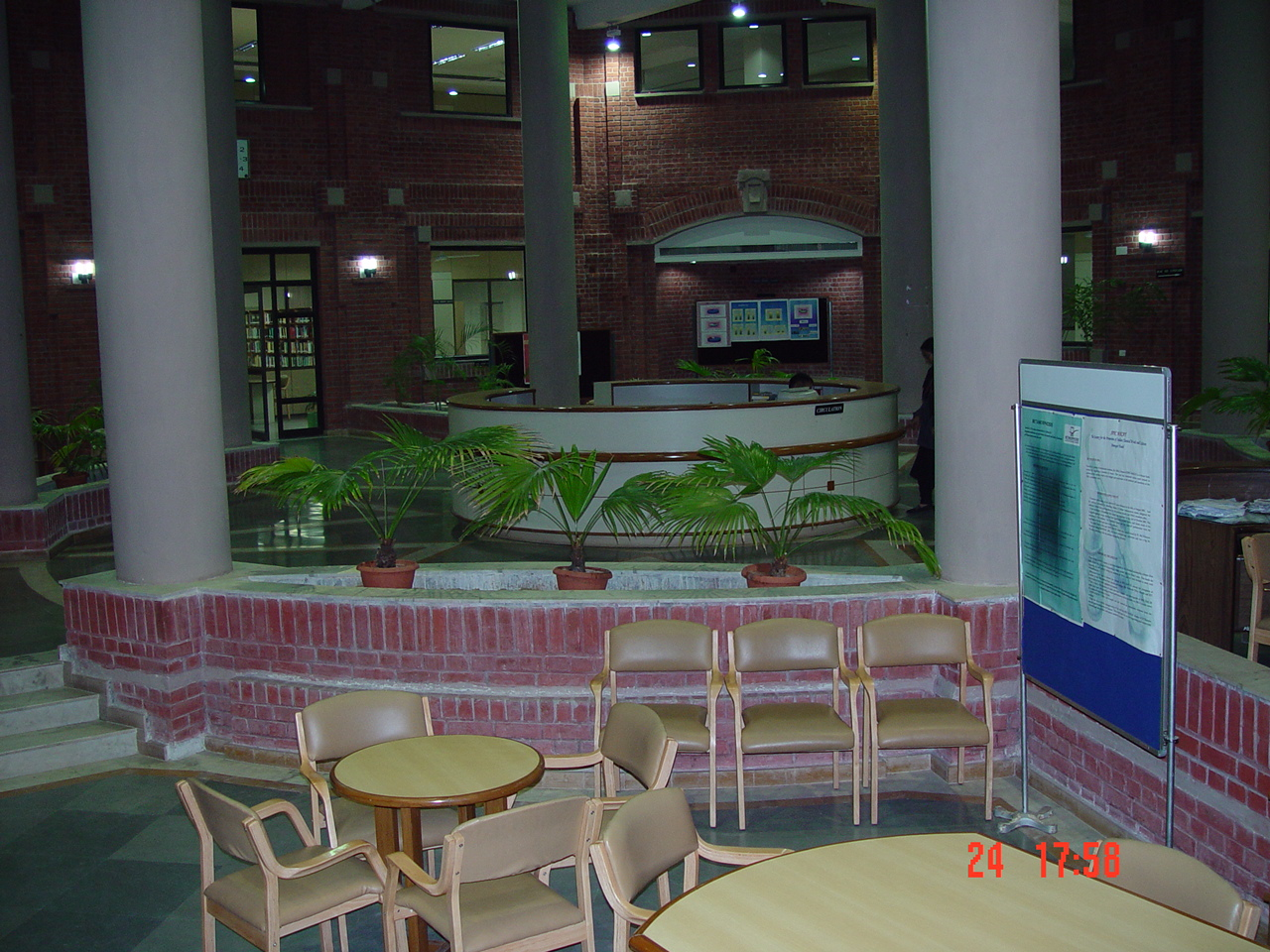
IIM勒克瑙分校圖書館

館藏60,000部與企業管理相關的學習資源，佔地廣達30,000平方英尺，以先進的資訊科技來提供服務和產品予校生和教員。館內附設1座視聽實驗室和2處大型會議室。

## 教學方法
該校以個案教學法授課。

## 著名校友
- KV Pratap：總理府，首席經濟顧問
- Kamal Gianchandani：花旗集團香港，Credit Derivatives新興市場協理
- Baburaj Pillai：新加坡，Arohi資產管理公司總經理
- Rakesh Kapoor：Pacific Brands總經理
- Shashank Sinha：新加坡與馬來西亞，Sara Lee公司董事長
- Amit Banati：Cadburys Schweppes亞洲太平洋分公司，財務長
- Shailesh Jejurikar：寶鹼澳大利亞、亞洲暨印度區，行銷長
- Dhimant Shah：花旗集團香港，Credit Derivatives新興市場協理
- Vandita Pant：倫敦蘇格蘭皇家銀行全球金融暨市場財務，現金與收支平衡表管理部，全球總裁
- Shanmugam Manjunath
- Tarun Tripathi（2002年屆）：Yash Raj製片公司公共關係暨行銷長
- Neeraj Gambhir（1995年屆）：雷曼兄弟印度分公司Structured Finance and High Grade Credit總經理暨負責人
- Anjali Mullatti（1993年屆）：Catalyst管理顧問公司合夥創辦人
- Vipul Sant（1989年屆）：微軟印度License Compliance協理
- Prabhat Awasthi（1994年屆）：雷曼兄弟證券研究中心主任
- Jatin Suryawanshi（1994年屆）：紐約瑞士聯邦銀行美國Algorithmic Trading中心主任
- Gaurav Sabnis（2004年屆）：著名印度籍部落客
- Rahul Singh（1995年屆）：花旗集團印度暨亞洲太平洋區證券研究中心主任
- Rakesh Jha：印度ICICI銀行，副財務長
- Kameswara Rao：普华永道会计师事务所印度分公司Power Sector practice，合夥人暨負責人
- Sabaleel Nandy：塔塔化學公司，策略長
- Nitin Seth：印度麥金錫知識中心，主任
- Rajat Dhawan：麥肯錫公司，合夥人

## 外部連結
- IIM勒克瑙分校網站（页面存档备份，存于）
- Indian Institute of Management, Noida Campus web site
- IIM勒克瑙分校校友會網站（页面存档备份，存于）
- IIM勒克瑙分校資訊部落格（页面存档备份，存于）